# Progne modesta

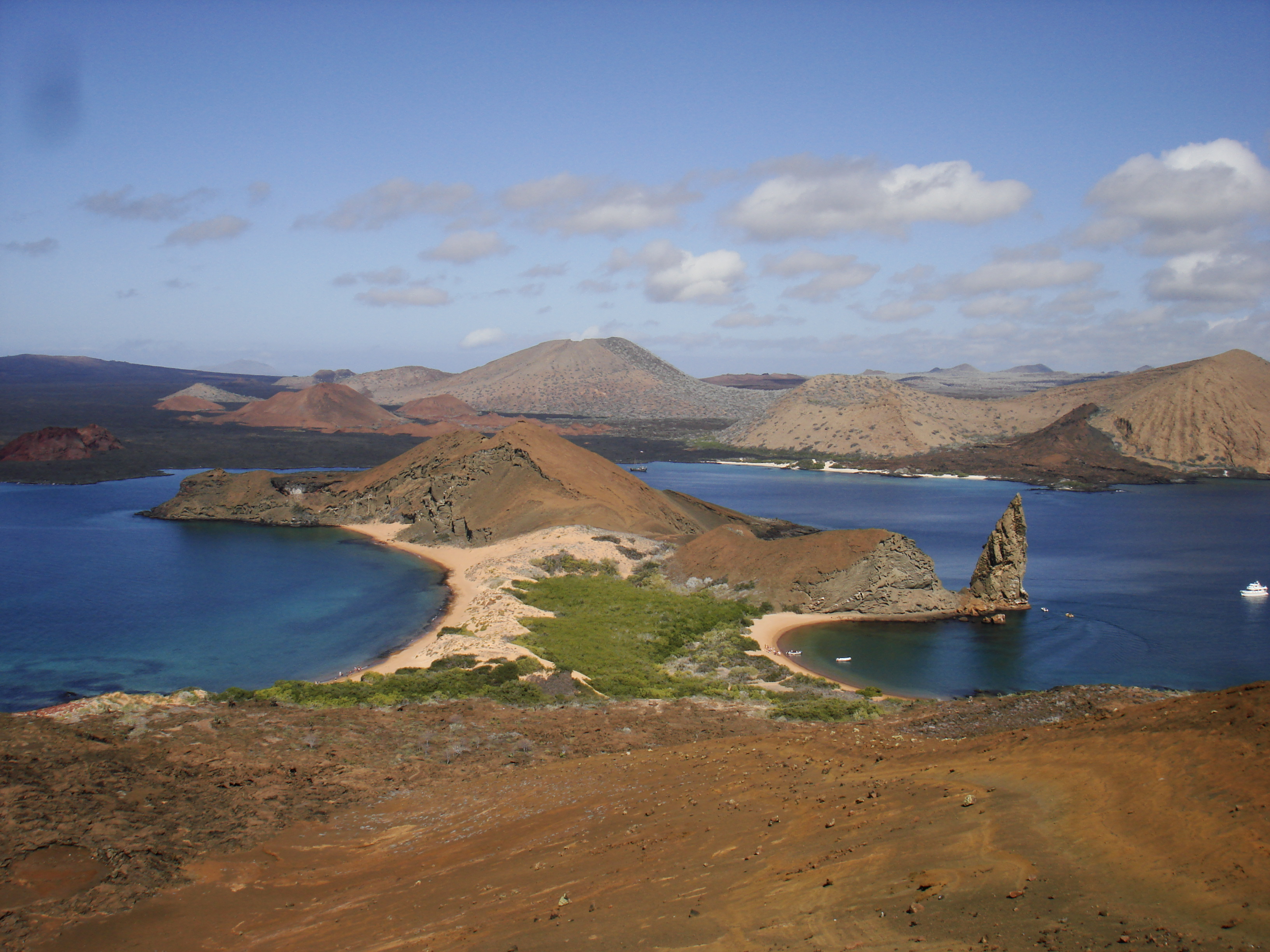
La isla Bartolomé, en el archipiélago de las islas Galápagos; el hábitat de esta especie.

La golondrina de las Galápagos (Progne modesta) es una especie que integra el género Progne, de la familia Hirundinidae. Esta ave se distribuye en el archipiélago de las islas Galápagos, a unos 1000 km al oeste de Ecuador, en América del Sur. Es una especie con muy bajos números poblacionales, por lo que su estado de conservación es «En peligro» 

## Distribución
Se extiende de manera endémica por el archipiélago de las islas Galápagos en pleno océano Pacífico, a unos 1000 km al oeste de las costas continentales de Ecuador. Mantiene poblaciones en las islas del centro y del sur del archipiélago. Está presente en las islas: Seymour, Isabela, San Cristóbal, Santiago, Pinzón, Daphne, Santa Fe, Baltra, Santa Cruz, Española, Floreana, y Fernandina.  
Está ausente en las islas: Wolf, Darwin, Marchena, Pinta, Rábida, y Genovesa.

## Ecología y hábitat
Esta especie frecuenta, en parejas o pequeñas bandadas, zonas con bosques, en especial en las partes elevadas de las montañas de las islas, hasta una altitud de 970 m s. n. m. Antaño también vivía en lagunas costeras con manglares en las tierras bajas, y hasta en los alrededores de zonas urbanizadas de la isla Isabela, sin embargo, ha dejado de frecuentar zonas de bajas altitudes, y apenas de vez en cuando se la puede ver sólo en sitios con características especiales, como son los escarpados acantilados marinos.
Se alimenta de insectos que captura en vuelo.
La época de reproducción ocurre entre agosto y marzo. Nidifica en agujeros y grietas. En un nido forra con plumas, pone 2 o 3 huevos blancos.

## Taxonomía
Esta especie monotípica fue descrita originalmente por John Gould en el año 1837, bajo el nombre científico de  Hirundo concolor, pero ese nombre no resultó válido, pues estaba ya ocupado. Su localidad tipo es: «isla San Salvador, archipiélago de las Galápagos».
Este taxón fue considerado por algunos autores la subespecie típica de una especie que integraría junto a la hoy separada Progne murphyi. Para otros, en cambio, sería la subespecie típica de una especie que integraría junto a la hoy separada Progne elegans.
Según algunos autores forma una superespecie con Progne murphyi, Progne subis, Progne dominicensis, Progne cryptoleuca, Progne chalybea, Progne elegans, y Progne sinaloae. 

## Conservación
Es una especie infrecuente, y poco conocida. Es muy posible que las aves se muevan entre las diferentes islas. Se estima un total poblacional extremadamente bajo, con números que rondan los 500 individuos adultos, con ninguna colonia superando los 50 individuos, por lo que su estado de conservación es «En peligro». Trabajos específicos posiblemente den como resultado que su población es numéricamente aún más baja, por lo que una recategorización más adecuada la llevaría a «En peligro crítico de extinción».
Se sabe muy poco sobre qué factores la amenazan. Parte de su disminución poblacional es probable que sea debido a enfermedades y parásitos introducidos, en especial el parásito Philornis downsi, que ya habita en todas las islas en que esta ave se reproduce. Otro predador introducido por el hombre que seguramente ataca sus nidos es la rata (Rattus).